# Rage My Bitch
Rage My Bitch es una banda finlandesa de death metal melódico. Fue fundada por el exbatería Antti Pousi, fallecido en 2008, y el guitarrista Matti Lämsä en Kouvola en 2008. Aunque fue un importante revés cuando el fundador y exbatería Antti Pousi falleció repentinamente en octubre de 2008, la banda logró reunir a un grupo activo de músicos durante la primavera de 2009. Originalmente un proyecto de sólo dos hombres creció hasta un total de seis, y por tanto empezaron a grabar material y tocar en algunos conciertos. La banda grabó una demo de cuatro canciones en junio de 2009 con Tonmi Lillman como productor y mezclador de las canciones. Una versión remezclada de la primera canción "Evolution of a new born sin", con Antti todavía en la batería, fue una de esas pistas. En 2009 empezaron a mostrarse en sus primeros conciertos y empezaron también a crear nuevo material. En 2010 la actividad de la banda empezó a ser más intensa, con un número más elevado de conciertos (entre ellos algunos importantes), con nuevas canciones y un vídeo realizado para la canción "The Mirror". Por lo tanto en 2011 lanzaron su primer y hasta ahora único álbum Fell on Black Season.

## Discografía

### Álbumes
- 2011: Fell on Black Season

1. The Mirror
2. Of Denial
3. Red Dead-Lovesong
4. Last of My Kind
5. Empire (In a Spoonful of Shit)
6. The Final Entry
7. Goddamn Deathmachine
8. Evolution of a New Born Sin

### Demos
- 2009: Demo 2009

1. My Art is Divine
2. The Mirror
3. War-Torn
4. Evolution of a New Born Sin

## Miembros
- Tony Kukkola - Vocalista
- Andy Peltola - Vocalista
- Matti Lämsä - Guitarrista
- Immo Hietakallio - Guitarrista
- Joni Kyynäräinen - Bajista
- Teppo Ristola - Batería

### Miembros antiguos
- Antti Pousi - Batería
- Jony Kyyn - Batería